# Eptesicinis
Els eptesicinis (Eptesicini) són una tribu de ratpenats de la família dels vespertiliònids.

## Taxonomia
- Gènere - Arielulus, Hill i Harrison, 1987

- - Eptesicus, Rafinesque, 1820

- Subgènere - Eptesicus, Rafinesque, 1820
- Subgènere - Rhinopterus, Miller, 1906

- - Hesperoptenus, Peters, 1868

- Subgènere - Hesperoptenus, Peters, 1868
- Subgènere - Milithronycteris, Hill, 1976